# Аберарон
Абера́рон (англ. Aberaeron) — місто на заході Уельсу, адміністративний центр області Кередігіон.
Населення міста становить 1 520 осіб (2001).